# Козані
Коза́ні (грец. Κοζάνη, тур. Kozana), інколи Кожа́ни (болг. і мак. Кожани) — місто в Греції, у периферії Західна Македонія, столиця однойменного ному Козані. Транспортний вузол у сполученні між Центральною Македонією, Фессалією та Епіром. Місто обслуговує Національний аеропорт Козані «Філіппос».

## Історія
В районі сучасного Козані археологами знайдено багато артефактів, датованих від епохи античності до візантійської доби. У східному районі Козані був знайдений стародавній некрополь, перші поховання якого віднесені до залізної доби. За часів правління Філіппа II Македонського регіон носив назву Елімея і був частиною, так званої, Верхньої Македонії. На північний захід від сучасного міста, на взгір'ї Сйопото існувало поселення Калівія у період між 1100 та 1300 рр., залишки якого збереглись донині.
Власне ж місто Козані було засноване православною громадою, яка після османського завоювання Еллади, переселилась з рівнин Македонії у гори приблизно н азламі 14 та 15-го століть. З 1392 року сюди переселилось також багато православних християн з Епіру.
Перша писемна згадка про місто з'явилась лише 1528 року в Османському регістраті як про поселення з 91 будинку, 23 неодруженими чоловіками та 15 вдовицями. У 1664 року було зведено чудова церкву Святого Миколая. 1668 року — бібліотеку та знаменита училище Козані. На зламі 17 та 18-му століть жваві торговельні відносини з країнами Центральної Європи дали можливість місту розвиватися.
Проте 1770 року економічне зростання призупинилось через конфлікт, який спалахнув між мешканцями Козані та купців Козаніте у Центральній Європі, які зробили значний внесок у процвітання міста. Одночасно турецькі беї почали проводити грабіжницьку політику щодо заможних містян. Вторгнення Аслан-бея 1830 року взагалі спустошило місто. За даними перепису населення 1904 р. у місті мешкало 12 000 греків та 350 влахів, нащадки яких здебільшого продовжують жити у Козані.

### Новітній період
В ході Першої Балканської війни грецька армія вступила у Козані 11 жовтня 1912 року, після її перемоги над Османської армією у битві при Сарантопаро місто було приєднане до незалежної Греції. У 1923 році в результаті обміну населенням між Грецією та Туреччиною, близько 1 400 сімей греків з Понту і Малої Азії були переселені до Козані.

## Клімат
| Μісяць                                 | Січ | Лют | Бер | Кві | Тра | Чер | Лип | Сер | Вер | Жов | Лис | Гру | Рік |
| -------------------------------------- | --- | --- | --- | --- | --- | --- | --- | --- | --- | --- | --- | --- | --- |
| Середня температура, °C                | 6   | 8   | 11  | 17  | 20  | 25  | 29  | 27  | 25  | 18  | 13  | 6   | 17  |
| Найвища зареєстрована температура, °C  | 18  | 18  | 21  | 27  | 30  | 36  | 37  | 35  | 31  | 27  | 25  | 16  | 37  |
| Середня температура, °C                | -1  | 0   | 1   | 6   | 10  | 13  | 16  | 16  | 13  | 8   | 4   | 0   | 7   |
| Найнижча зареєстрована температура, °C | -16 | -8  | -11 | -5  | 2   | 7   | 11  | 7   | 7   | -2  | -5  | -12 | -16 |
| Джерело:                               |     |     |     |     |     |     |     |     |     |     |     |     |     |

## Цікавинки
- За назвою міста Козані свою назву отримав грецький технічний сорт винограду Козанітіс.

## Населення
| Рік  | Місто  | Муніципалітет |
| ---- | ------ | ------------- |
| 1971 | 23,240 | -             |
| 1981 | 31,120 | -             |
| 1991 | 31,553 | 43,395        |
| 2001 | 38,591 | 49,812        |

## Персоналії
- Георгіос Сакелларіос — медик, новогрецький поет.
- Георгіос Лассаніс — педагог, учасник Грецької революції.
- Еврипідіс Бакірдзіс — політик.
- Ніколас Асімос — композитор.
- Анна Діамантопулу — політик, єврокомісар, міністр освіти і релігії Греції.
- Ієрокліс Столтідіс — футболіст Олімпіакос.

## Міста-побратими
- Тирговиште,  Болгарія
- Ясси,  Румунія
- Бристоль,  США